# Medeas
Medeas è un film del 2013 diretto da Andrea Pallaoro.
Pellicola drammatica, parzialmente ispirata al mito di Medea.

## Trama
Nella provincia rurale americana Ennis è un allevatore alle prese con la siccità, con la moglie sorda Christina, che lo tradisce, e con i cinque figli.

## Distribuzione
È stato presentato alla 70ª Mostra internazionale d'arte cinematografica di Venezia in concorso nella sezione Orizzonti e al Trento Film Festival.

## Riconoscimenti
- 2013 - Festival international du film de Marrakech
  - Miglior regista a Andrea Pallaoro
- 2013 - Tbilisi International Film Festival
  - Parajanov Prize - Best Film Aesthetics and Visuals - Andrea Pallaoro
- 2013 - Mostra internazionale d'arte cinematografica di Venezia
  - UK-Italy Creative Industries Award - Best Innovative Budget Award - Andrea Pallaoro
- 2014 - Palm Springs International Film Festival
  - New Voices/New Visions Grand Jury Prize a Andrea Pallaoro